# Kinda Kinks
Pour les articles homonymes, voir Kinda.
Albums de The Kinks
Kinks
(1964) The Kink Kontroversy
(1965)
Kinda Kinks est le second album du groupe The Kinks, sorti en 1965. Il se démarque sensiblement du précédent par davantage de titres orientés vers le blues, en particulier Naggin' Woman et Dancing in the Street.

## Titres

### Album original
Toutes les chansons sont écrites et composées par Ray Davies, sauf indication contraire.
| 1. | Look for Me Baby                                          |                                                     | 2:17 |
| 2. | Got My Feet on the Ground                                 | Ray Davies, Dave Davies                             | 5:32 |
| 3. | Nothin' in the World Can Stop Me Worryin' 'Bout That Girl |                                                     | 2:44 |
| 4. | Naggin' Woman                                             | Jimmy Anderson, J. D. "Jay" Miller (comme Jay West) | 2:36 |
| 5. | Wonder Where My Baby Is Tonight                           |                                                     | 2:01 |
| 6. | Tired of Waiting for You                                  |                                                     | 2:31 |

| 7.  | Dancing in the Street      | Marvin Gaye, Ivy Jo Hunter, William Stevenson | 2:20 |
| 8.  | Don't Ever Change          |                                               | 2:25 |
| 9.  | Come on Now                |                                               | 1:49 |
| 10. | So Long                    |                                               | 2:10 |
| 11. | You Shouldn't Be Sad       |                                               | 2:03 |
| 12. | Something Better Beginning |                                               | 2:26 |

### Rééditions
Kinda Kinks a été réédité chez Sanctuary en 2004 avec onze titres bonus :
| 13. | Ev'rybody's Gonna Be Happy         |             | 2:16 |
| 14. | Who'll Be the Next in Line         |             | 2:02 |
| 15. | Set Me Free                        |             | 2:12 |
| 16. | I Need You                         |             | 2:26 |
| 17. | See My Friends                     |             | 2:46 |
| 18. | I Never Met a Girl Like You Before |             | 2:05 |
| 19. | Wait Till the Summer Comes Along   | Dave Davies | 2:07 |
| 20. | Such a Shame                       |             | 2:19 |
| 21. | A Well Respected Man               |             | 2:43 |
| 22. | Don't You Fret                     |             | 2:45 |
| 23. | I Go to Sleep (démo)               |             | 2:42 |